# Megaphyllum unilineatum
Megaphyllum unilineatum är en mångfotingart som först beskrevs av Carl Ludwig Koch 1838.  Megaphyllum unilineatum ingår i släktet Megaphyllum och familjen kejsardubbelfotingar. Inga underarter finns listade i Catalogue of Life.